# 謝赫村

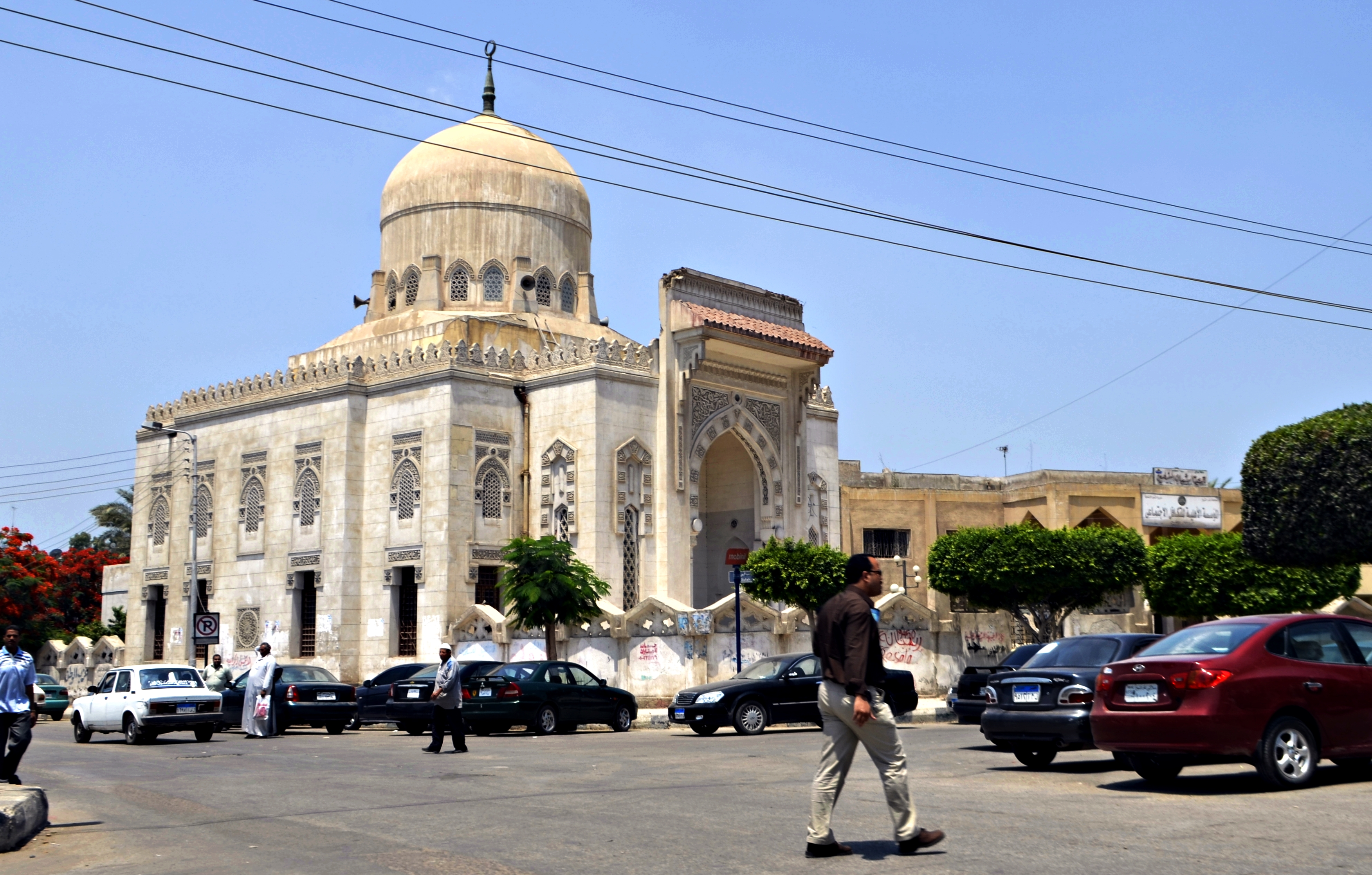
謝赫村

謝赫村是埃及的城鎮，也是謝赫村省的首府，位於該國東北部，距離首都開羅134公里，面積4.64平方公里，2006年人口147,393，人口密度為每平方公里31,765.7人。
31°06′42″N 30°56′45″E / 31.11167°N 30.94583°E